# Famille de Funès
«  Funès » redirige ici. Pour les autres significations, voir Funes.
La famille de Funès, originaire de Cordoue, région d'Andalousie en Espagne, est une famille devenue française au XXe siècle, connue par plusieurs de ses membres, en particulier l'acteur comique Louis de Funès (1914-1983).

## Liens de filiation entre les personnalités notoires
- Carlos Luis de Funes de Galarza (1871 à Almodóvar del Campo - 19 mai 1934 à Malaga), est diamantaire[1]. Il épouse Leonor Soto Reguera (21 janvier 1878 à Ortigueira- 25 octobre 1957 à Montmorency)[2],[3], fille de l'homme politique espagnol Teolindo Soto Barro (gl).
  - Maria Teolinda Leonore Margarita de Funès de Galarza (20 juillet 1907 - 28 octobre 1993)[4],[5], dite Mine. Elle épouse le 25 janvier 1927, à Courbevoie (Hauts-de-Seine)[6], l'aviateur Pierre-Auguste Gabriel de Quillacq[4] (1904-1940, mort pour la France[7]) dont elle divorce (1929 ou 1930) ; en couple avec un médecin, Jean, directeur de clinique mais déjà marié, père de 2 enfants et pas divorcé (donc il n'a pas pu reconnaître Charles et Isabelle en temps opportun), elle vit ensuite en couple (dès 1948 ou 1949) puis épouse en secondes noces le 7 janvier 1952 le réalisateur François Pierre Girard dit François Gir[4] qui reconnaît Charles et Isabelle comme ses enfants. Ils se séparent vers 1973 et divorcent le 5 janvier 1978[4]. Elle tourne un film en 1934, Liliom, réalisé par Fritz Lang. Créditée sous le nom de « Mimi Funès », elle est la femme dans le carrousel avec un chapeau noir et une robe à carreaux.
    - Isabelle Girard dite Isabelle de Funès (née le 27 juillet 1944), actrice, chanteuse et photographe. Elle épouse l'acteur Michel Duchaussoy en mai 1970, divorce en octobre 1971, puis se marie en secondes noces avec un Australien, père de sa fille Lisa (1972).

  - Carlos Théolindo Javier de Funès de Galarza, dit Charles de Funès, (12 septembre 1908[8] - 20 mai 1940, mort pour la France à Sault-lès-Rethel, Ardennes (soldat au 152e régiment d'infanterie)[9] à 31 ans, en union libre avec Marguerite Metzger (1913-1984)[10].
    - Robert Jean de Funès de Galarza (7 novembre 1936 - 5 octobre 2020)[11], dit Édouard (Eddy) de Funès. Il épouse le 03.12.1955 (1) Marie-Thérèse Félut dont il divorce en 1970. La même année, il épouse en secondes (2) noces Édith Diorey. Il a 3 filles dont 2 du premier mariage.

  - Louis Germain David de Funès de Galarza dit Louis de Funès (31 juillet 1914[12] - 27 janvier 1983)[13], acteur comique. Il épouse (1) Germaine Louise Élodie Carroyer (7 mars 1915 - 28 septembre 2011)[14],[15] le 27 avril 1936 à Saint-Étienne[12],[16]. Le couple se sépare dès août 1939 et divorce le 13 novembre 1942[Note 1], puis le 20 avril 1943 à Paris 9e (2) Jeanne Augustine Barthélemy (1er février 1914 à Nancy- 7 mars 2015 à Ballainvilliers)[12],[17], cohéritière du château de Clermont (Loire-Atlantique).
    - (1) Daniel Charles Louis de Funès de Galarza (né le 12 juillet 1937 à Charleville-Mézières - 27 janvier 2017 à Creil[18],[19]). En 1961, il épouse Christiane Frémont. le couple se sépare en 1971 puis divorce en 1985. En 1996, il épouse en secondes noces Chantal Brossard (née le 5 juin 1946).
      - Laurent de Funès de Galarza (né le 29 décembre 1961), dit Laurent de Funès, publicitaire/acteur/scénariste/auteur. Il épouse Françoise Lavergne (née le 30 septembre 1964).
      - Thierry de Funès de Galarza (10 juillet 1963 - 29 mai 2012, d'une Insuffisance hépatique aiguë)[20]. Il épouse Sophie Thioust (née le 25 juin 1973).

    - (2) Patrick de Funès de Galarza (né le 27 janvier 1944) dit Patrick de Funès, médecin, radiologue et auteur.
    - (2) Olivier de Funès de Galarza (né le 11 août 1949) dit Olivier de Funès, pilote de ligne et acteur. Il épouse Dominique Watrin (née en 1956).
      - Julia Florence de Funès de Galarza (née le 4 mars 1979), dite Julia de Funès, philosophe. Elle épouse en 2001 Thomas Coudry (né en 1976).